# Acronicta major
Acronicta major är en fjärilsart som beskrevs av Bremer 1864. Acronicta major ingår i släktet Acronicta och familjen nattflyn. Inga underarter finns listade i Catalogue of Life.

## Bildgalleri

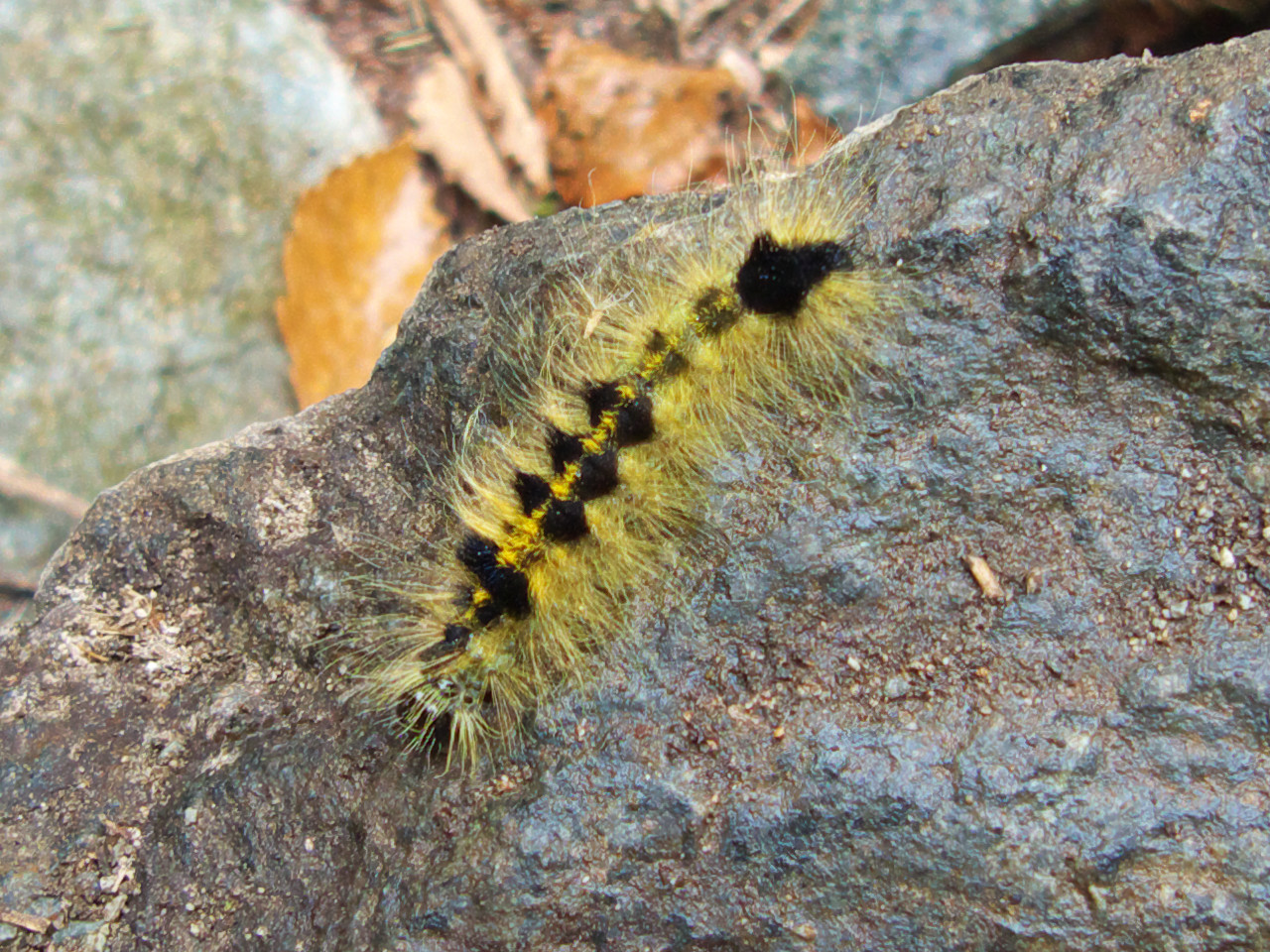